# Präfekturuniversität Hyōgo

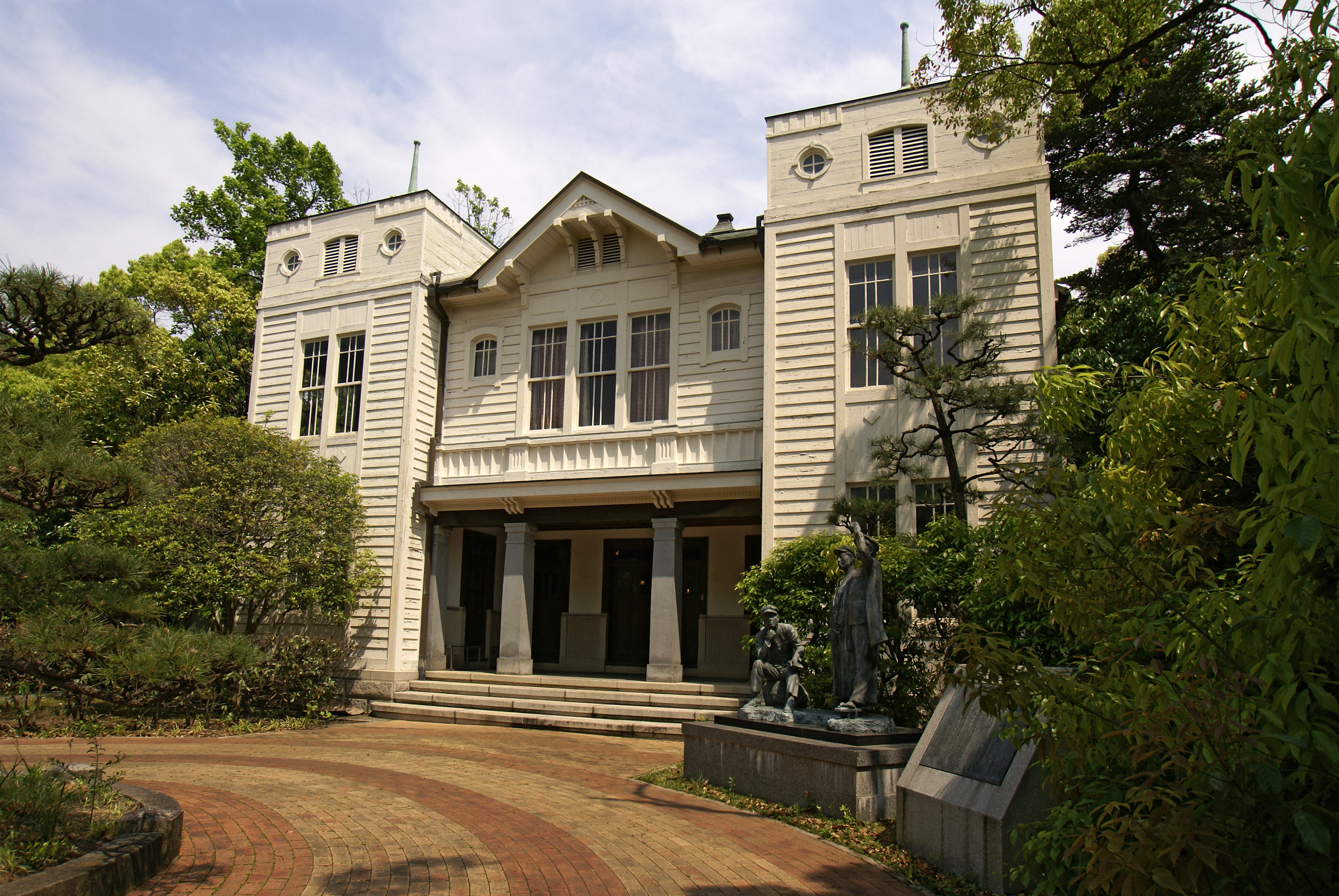
Himeji-Shinzaike-Campus

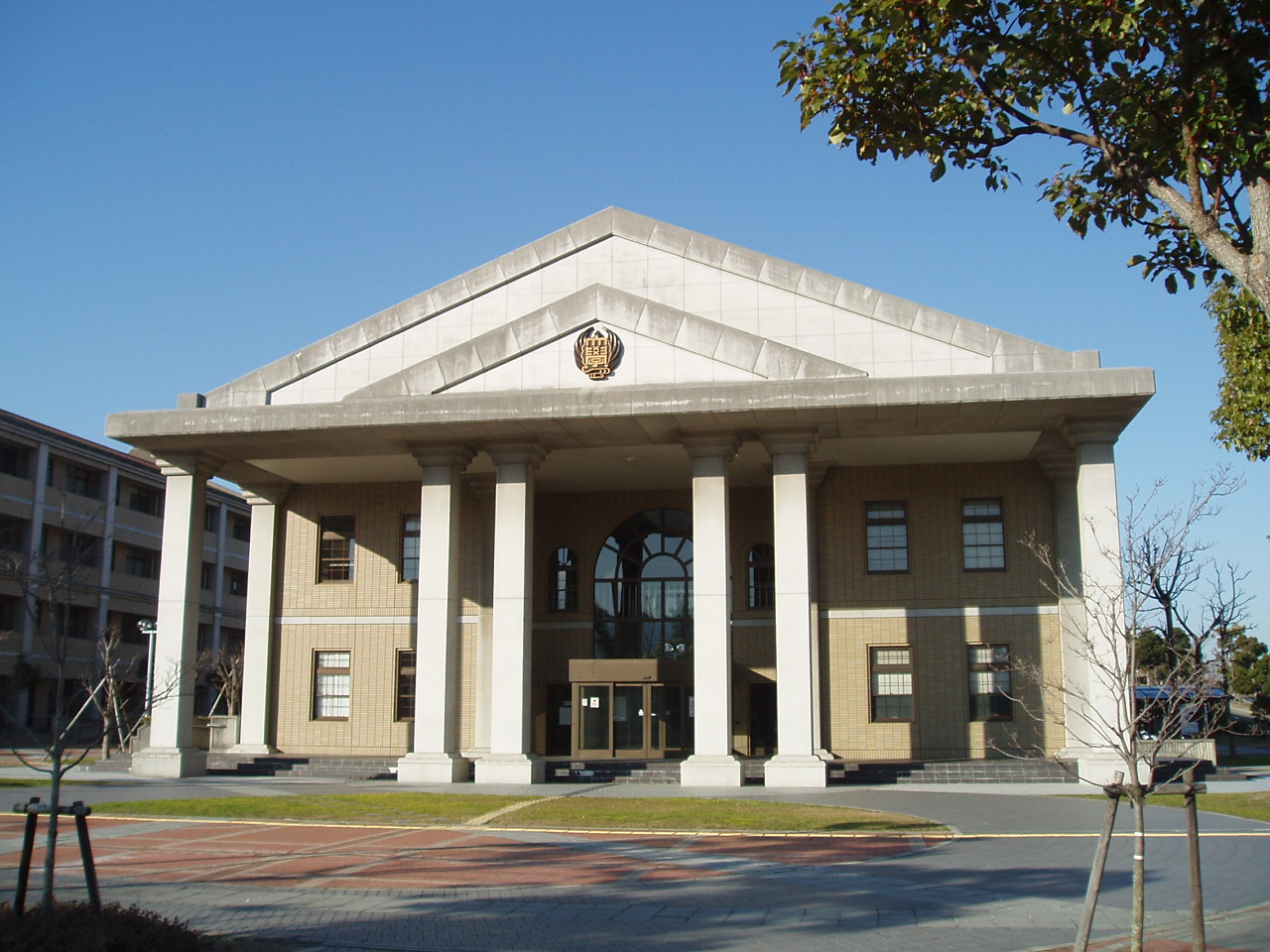
Kōbe-Gakuentoshi-Campus

Die Präfekturuniversität Hyōgo (jap. 兵庫県立大学, Hyōgo-kenritsu daigaku) ist eine öffentliche Universität in Japan. Der Hauptcampus (Kōbe-Gakuentoshi-Campus) liegt in Nishi-ku, Kōbe in der Präfektur Hyōgo.

## Geschichte
Die Universität wurde 2004 durch den Zusammenschluss der drei präfekturalen Hochschulen gegründet: (Präfekturale) Handelsuniversität Kōbe (神戸商科大学, Kōbe shōka daigaku, gegründet 1929), die Technische Universität Himeji (姫路工業大学, Himeji kōgyō daigaku, gegründet 1944) und die Präfekturale Krankenpflegehochschule Hyōgo (兵庫県立看護大学, Hyōgo-kenritsu kango daigaku, gegründet 1993).
Mit ihrer Gründung setzte sie einen neuen Hauptcampus (Kōbe-Campus) in Chūō-ku, Kōbe. Andere fünf Campus erbte sie von den drei vormaligen Hochschulen:
- vormals Handelsuniversität Kōbe:
  - Kōbe-Gakuentoshi-Campus (in Nishi-ku, Kōbe. 34° 40′ 43,6″ N, 135° 3′ 7,5″ OKoordinaten: 34° 40′ 43,6″ N, 135° 3′ 7,5″ O)
- vormals Technische Universität Himeji:
  - Himeji-Shosha-Campus (in Himeji, Hyōgo. 34° 52′ 38,1″ N, 134° 38′ 58,9″ O)
  - Harima-Kōto-Campus (in Kamigōri, Hyōgo. 34° 55′ 45″ N, 134° 26′ 42,9″ O)
  - Himeji-Shinzaike-Campus (in Himeji, Hyōgo. 34° 50′ 53,3″ N, 134° 41′ 17″ O)
- vormals Präfekturale Krankenpflegehochschule Hyōgo:
  - Akashi-Campus (in Akashi, Hyōgo. 34° 39′ 34,4″ N, 134° 58′ 49,4″ O)

Weitere Campus: Awaji-Campus (2008 in Awaji, Hyōgo. 34° 33′ 46,7″ N, 134° 57′ 56,5″ O) und Kōbe Port Island Campus (2011 in Chūō-ku, Kōbe. 34° 40′ 12,7″ N, 135° 12′ 14,8″ O).
Im März 2011 zog die Universitätsverwaltung aus dem Kōbe-Campus in den Kōbe-Gakuentoshi-Campus um. Die Graduate School für Angewandte Informatik im Kōbe-Campus zog auch in den Kōbe Port Island Campus um.
Die Geschichte der drei Vorgängerinnen der Universität ist wie folgt:

### (Präfekturale) Handelsuniversität Kōbe

Staatliche und präfekturale Handelsuniversitäten Kōbe

Bis 1929 war die staatliche Höhere Handelsschule Kōbe (神戸高等商業学校, Kōbe kōtō shōgyō gakkō, heute: Universität Kōbe) eine 4-jährige wirtschaftswissenschaftliche Fachschule für Jugend ab 17 Jahren. Die staatliche Schule entwickelte sich zur (staatlichen) Handelsuniversität Kōbe (神戸商業大学, Kōbe shōgyō daigaku, für Jugend ab 19 Jahren), damit verlor die Präfektur Hyōgo eine öffentliche Höhere Handelsschule für Jugend im 18. bis 19. Lebensjahr.
Im gleichen Jahr gründete die Präfekturverwaltung die Präfekturale Höhere Handelsschule Kōbe (兵庫県立神戸高等商業学校, Hyōgo-kenritsu Kōbe kōtō shōgyō gakkō). Sie diente als Nachfolgerin der staatlichen Höheren Handelsschule. 1944 wurde sie in Präfekturale Wirtschaftsfachschule Kōbe (兵庫県立神戸経済専門学校, Hyōgo-kenritsu Kōbe keizai semmon gakkō) umbenannt. 1948 entwickelte sie sich zur (Präfekturalen) Handelsuniversität Kōbe (神戸商科大学, Kōbe shōka daigaku, nicht Kōbe shōgyō daigaku).
Diese befand sich zunächst in Seiryōdai, Tarumi-ku, Kōbe (Takamaru-Campus, 34° 38′ 46,1″ N, 135° 2′ 58,9″ O). 1990 zog sie in den heutigen Kōbe-Gakuentoshi-Campus.

### Technische Universität Himeji
Die Technische Universität Himeji wurde im Januar 1944 als Präfekturale Höhere Technische Schule Hyōgo (兵庫県立高等工業学校, Hyōgo-kenritsu kōtō kōgyō gakkō) gegründet. Sie wurde im April 1944 in Präfekturales Technikum Hyōgo (兵庫県立工業専門学校, Hyōgo-kenritsu kōgyō semmon gakkō) umbenannt. Es befand sich zuerst in Goinoike, Nagata-ku, Kōbe (34° 39′ 53″ N, 135° 8′ 12,4″ O) und hatte Abteilungen für Maschinenlehre, Elektrotechnik und Chemietechnik.
Im Mai 1945 während des Pazifikkrieges verlor es die Schulgebäude, und 1946 zog es nach Idei, Himeji um (34° 50′ 51,8″ N, 134° 41′ 53,8″ O). Dort entwickelte es sich 1949 zur Technischen Universität Himeji.

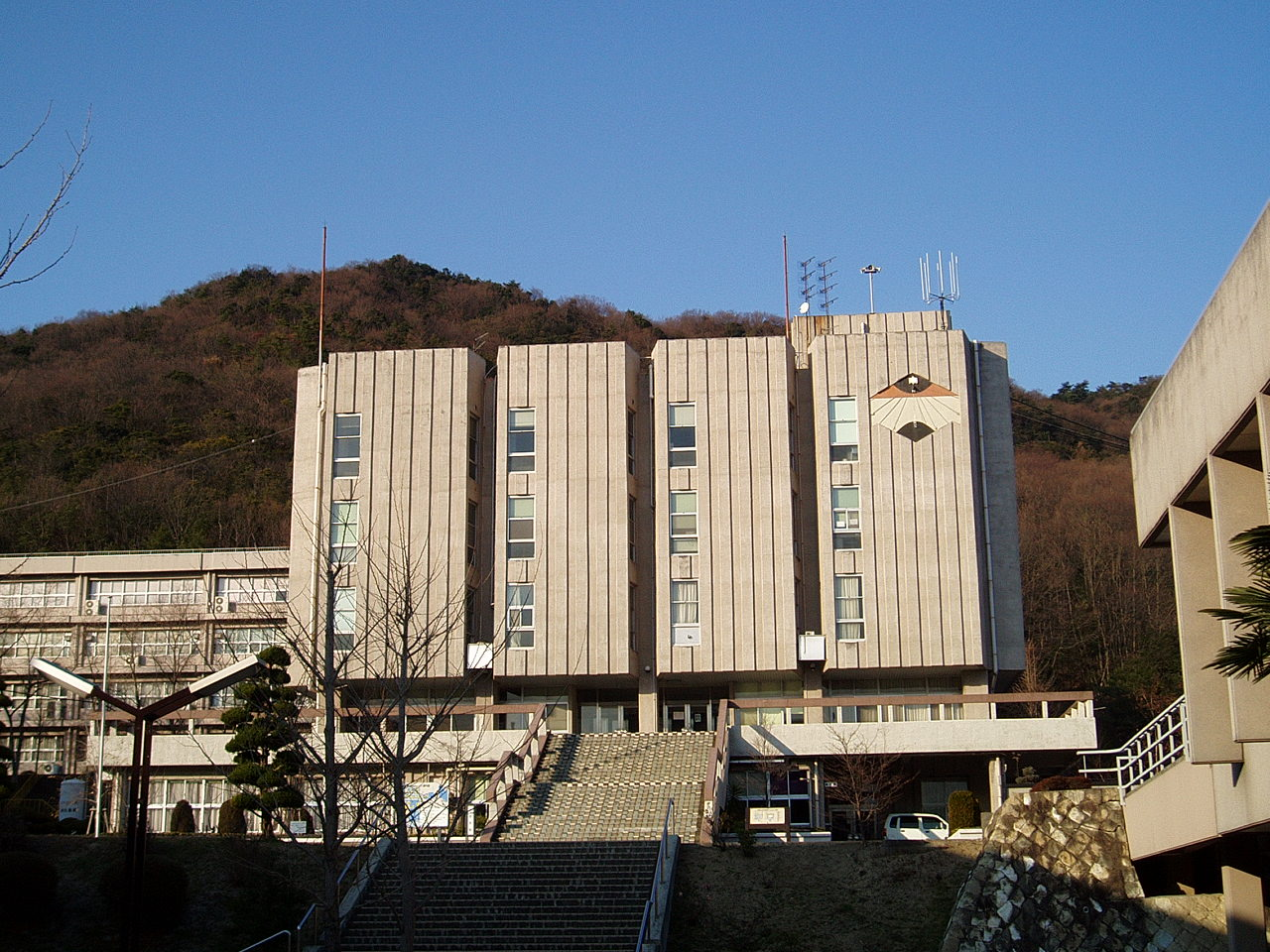
Verwaltungsgebäude im Himeji-Shosha-Campus

1950 gründete sie die Kurzhochschulabteilung, die 1957 zur Kurzhochschule Himeji wurde. Sie zog 1965 in den heutigen Himeji-Shinzaike-Campus. Der Ort war der ehemalige Campus der Oberschule Himeji (姫路高等学校, Himeji kōtō gakkō), einer der Vorgängerinnen der Universität Kōbe. 1998 wurde die Kurzhochschule zur Fakultät für Umwelt- und Humanwissenschaft der Technischen Universität Himeji.
1970 zog die Technische Universität vom Idei-Campus in den Himeji-Shosha-Campus. 1990 gründete sie die Fakultät für Naturwissenschaften; 1991 zog die Fakultät in den neuen Harima-Kōto-Campus in der Nähe des Synchrotrons SPring-8.

### Präfekturale Krankenpflegehochschule Hyōgo
Die Präfekturale Krankenpflegehochschule Hyōgo wurde 1993 gegründet. Es war die erste 4-jährige öffentliche Krankenpflegehochschule in Japan. Das Hauptgebäude wurde nach Plänen von Tadao Andō erbaut.

## Fakultäten
- Kōbe-Gakuentoshi-Campus:
  - Fakultät für Volkswirtschaftslehre
  - Fakultät für Betriebswirtschaftslehre
- Himeji-Shosha-Campus:
  - Technische Fakultät
- Harima-Kōto-Campus:
  - Naturwissenschaftliche Fakultät
- Himeji-Shinzaike-Campus:
  - Fakultät für Umwelt- und Humanwissenschaft
- Akashi-Campus:
  - Fakultät für Pflegewissenschaft

Die Campus Awaji und Port Island bieten nur postgraduale Studien (keine Bachelorstudiengänge) an.
- Awaji-Campus:
  - Graduate School für Landschaftsdesign und -management (professional degree courses)
- Kōbe Port Island Campus:
  - Graduate School für Angewandte Informatik
  - Graduate School für Simulationsstudien

## Absolventen
- Isao Nakauchi (1922–2005; Abschluss 1941), Gründer der Daiei Inc.
- Nobuo Okishio (1927–2003; Abschluss 1947), Wirtschaftswissenschaftler; er absolvierte später die Universität Kōbe.